# Dietmar Hogrefe
Dietmar Hogrefe (* 25. August 1962 in Varel) ist ein ehemaliger deutscher Vielseitigkeitsreiter, der 1984 Olympiadritter mit der Mannschaft wurde.
Hogrefe war 1981 Dritter bei den Europameisterschaften der Jungen Reiter. 1982 gewann der für den Reiterverein Volkardey reitende Hogrefe auf Foliant den Titel bei den Deutschen Meisterschaften. Bei den Weltmeisterschaften 1982 belegte er zusammen mit Herbert Blöcker, Rüdiger Schwarz und Helmut Rethemeier hinter den Briten den zweiten Platz in der Mannschaftswertung. Nachdem Foliant 1983 wegen einer Erkrankung nicht starten konnte, kehrten Ross und Reiter 1984 zurück. Bei den Olympischen Spielen in Los Angeles belegten sie den 12. Platz in der Einzelwertung. Die Mannschaft mit Claus Erhorn, Bettina Overesch, Dietmar Hogrefe und Burkhard Tesdorpf erhielt die Bronzemedaille hinter dem US-Team und den Briten.
Dietmar Hogrefe studierte Jura, ist Richter und Direktor des Amtsgerichts Lüneburg. Im Sport ist er heute als Turnierrichter tätig.